# 西沃什·伊什特万 (1948年)
西沃什·伊什特万（匈牙利語：Szívós István，1948年4月24日—2019年11月10日），匈牙利男子水球运动员。他曾代表匈牙利参加1968年、1972年、1976年和1980年夏季奥林匹克运动会水球比赛，共获得一枚金牌、一枚银牌和二枚铜牌。